# رنين الدارات الكهربائية غير الخطية
الرنين في الدارات الكهربائية يحدث في الدارة الكهربائية غير الخطية (Ferroresonance in electricity networks) التي تحتوي على محث وعلى مواسعة متصلتان بمصدر التيار على التوالي وغير محتوية على (مقاومة كهربائية). إحدى أسباب هذا النوع من عدم التوازن (الرنين) هو مفتاح الدائرة الذي قد يولد هذه الترددات العالية عند فتحه مما قد يولد فرق جهد وتيار أعلى من الوضع الطبيعي بكثير.

## اخطار الرنين
الارتفاع في فروق الجهد وفي التيار الكهربائي مرفقة باخطار ممكن تؤثر على خطوط نقل أو توزيع الكهرباء وإلى خطر على من يعمل بالقرب من مكان حدوث الرنين.

## الفرق بين الرنين الخطي وغير الخطي
يجب أن لا يتم الخلط بين الرنين في الدارات الخطية الذي يحدث عندما يكون الجزء المركب من المقاومة =0 بمعنى ان المقاومة المكونة من مقاومة أوم ومن المحث والمواسع يبقى منها كمجموع الجزء الحقيقي فقط.الرنين يؤدي إلى القفز فرق الجهد من نقطة ثبات إلى أخرى (كلتا الحالتين مستقرتين) كما أن العلاقة بين التيار وفرق الجهد خطية (تعتمد على التردد فقط).
أما في حال الرنين غير الخطي فان العلاقة ليست خطية كما أن العلاقة بين التيار وفرق الجهد لا تعتمد على التردد وحده وانما على عوامل أخرى مثل القيمة المطلقة لفرق الجهد أو بعض حالات المجال المغناطيسي في المحول .